# El Peral, Guerrero
El Peral är en ort i Mexiko.   Den ligger i kommunen Chilapa de Álvarez och delstaten Guerrero, i den södra delen av landet, 210 km söder om huvudstaden Mexico City. El Peral ligger 1 847 meter över havet och antalet invånare är 294.
Terrängen runt El Peral är kuperad. Runt El Peral är det ganska tätbefolkat, med 60 invånare per kvadratkilometer. Närmaste större samhälle är Chilapa de Alvarez, 8,3 km öster om El Peral. I omgivningarna runt El Peral växer huvudsakligen savannskog.